# Yougo-nostalgie

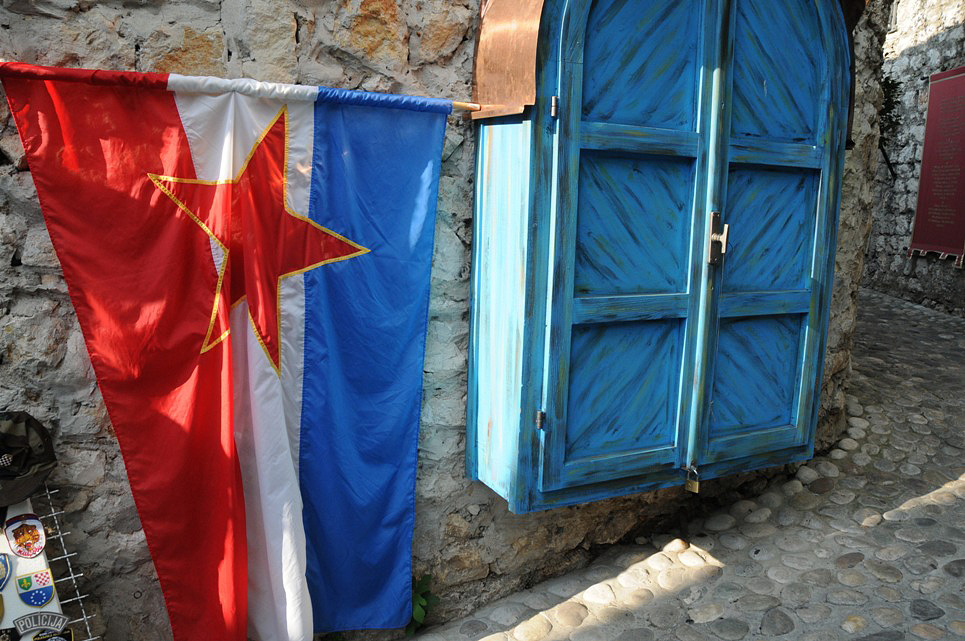
Drapeau yougoslave en Bosnie-Herzégovine en 2009.

La yougo-nostalgie (serbo-croate : jugonostalgija, југоносталгија) est un phénomène psychologique et culturel peu étudié existant parmi les citoyens de l'ancienne République fédérative socialiste de Yougoslavie (RFSY). Alors que ses aspects anthropologiques et sociologiques n'ont pas été clairement identifiés, le terme et l'épithète correspondante « yougo-nostalgique » sont couramment utilisés par les personnes dans la région de deux manières distinctes : en tant que moyen descriptif positif, ainsi qu'en tant que terme péjoratif.
Les manifestations culturelles et économiques de la yougo-nostalgie comprennent des groupes de musique utilisant l'iconographie rétro yougoslave ou Titiste, des œuvres d'art, des films, des spectacles de théâtre, et de nombreuses visites à thème organisées dans les principales villes des ex-républiques yougoslaves. La notion de yougo-nostalgie ne doit pas être confondue avec le yougoslavisme, qui est l'idéologie encourageant l'unité des nations slaves du Sud. Les concepts peuvent aller de pair, mais la yougo-nostalgie célèbre la période pré-1991 alors que le yougoslavisme et la réunification yougoslave (tenant du panslavisme) reflètent un état d'esprit tout aussi susceptible d'intéresser les personnes nées après l'éclatement de la Yougoslavie, qui ressentent que leurs intérêts nationaux pourraient être mieux servis par l'unification.

## Sens positif

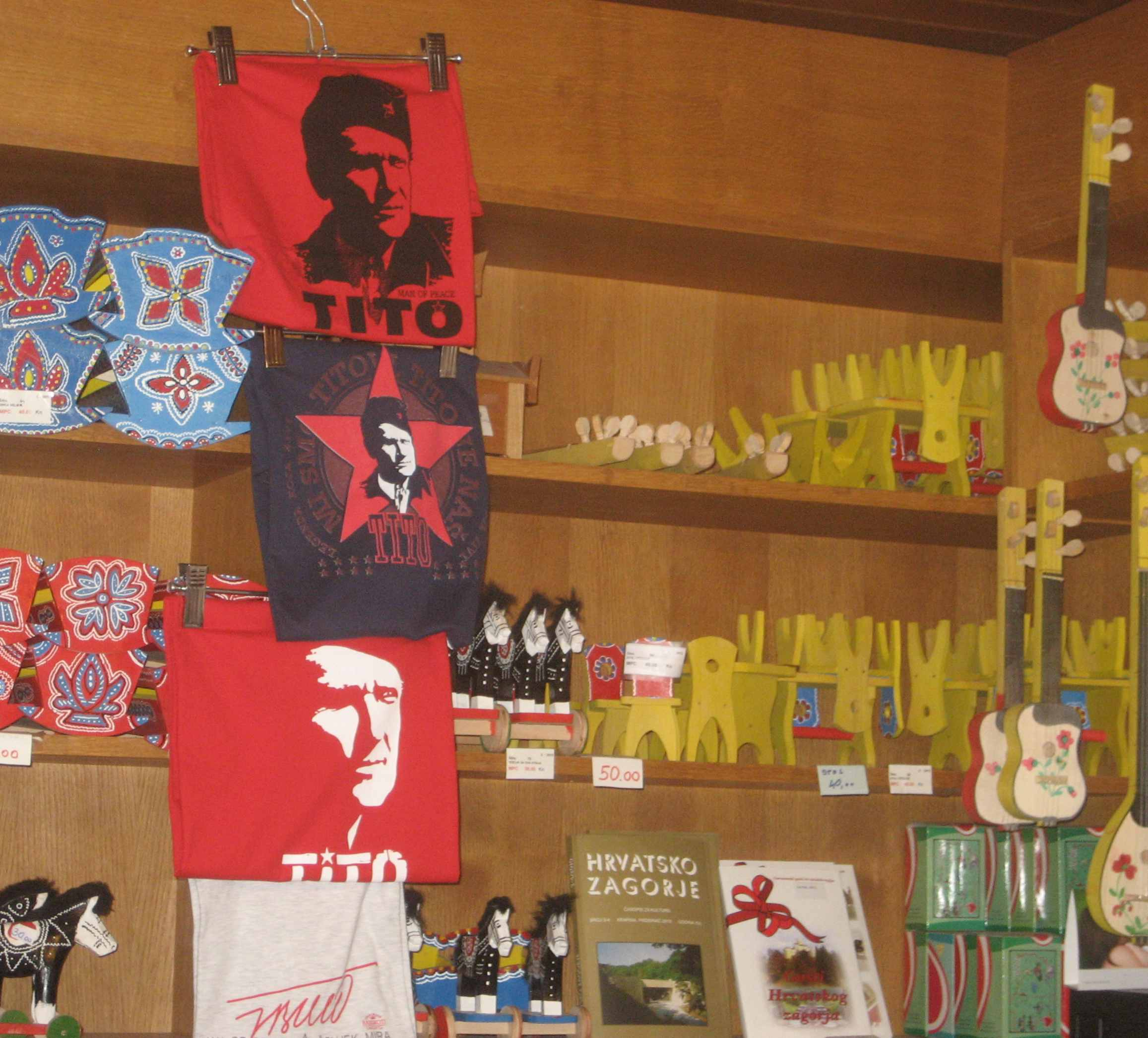
T-shirts à l'effigie de Tito à Kumrovec, son village natal de Croatie, en 2012.

Dans son sens positif, la yougo-nostalgie se réfère à un attachement émotionnel nostalgique à la fois subjectif et objectif des aspects désirables de la Yougoslavie. Ces derniers sont décrits par l'un ou plusieurs des éléments suivants : la sécurité économique, le sens de la solidarité, l'idéologie socialiste, le multiculturalisme, l'internationalisme, le non-alignement, l'histoire, les coutumes et les traditions, et un mode de vie plus enrichissant. Comme Halligan le soutient, cette nostalgie « récupère » efficacement des artefacts culturels pré-1989, même les films de propagande. Ces facettes positives sont cependant opposés à la perception des défauts des pays successeur, dont beaucoup sont encore accablés par les conséquences de la guerre de Yougoslavie, et en sont à divers stades de transition de la vie économique et politique. Ces défauts sont identifiés de manière diverse, comprenant l'esprit de clocher, le chauvinisme, la corruption dans la politique et les affaires, la disparition de la sécurité sociale, les difficultés économiques, les inégalités de revenus, la hausse des taux de criminalité, ainsi que d'un chaos généralisé dans l'administration et les autres institutions de l'état.

## Sens négatif
Dans le sens négatif, l'épithète a été utilisée par les partisans des nouveaux régimes post-dissolution pour dépeindre leurs détracteurs de manière anachronique, irréaliste, antipatriotique, et en tant que traîtres potentiels. En particulier, pendant et après les guerres de Yougoslavie, l'adjectif a été utilisé par les agents de l'état et des médias de certains pays successeurs pour détourner les critiques et de discréditer certains thèmes du débat politique. En fait, il est probable que le terme yougo-nostalgique ait été inventé à cette fin, apparaissant comme une étiquette de motivation politique péjorative dans les médias contrôlés par le gouvernement, par exemple en Croatie, très peu de temps après la dissolution de la Yougoslavie.
Selon Dubravka Ugrešić le terme yougo-nostalgique est utilisé pour discréditer une personne en tant qu'ennemi public et « traître »,.

## Montée et baisse du yougoslavisme
Lors de la dissolution de la Yougoslavie, l'idée du yougoslavisme perdit en popularité. La Serbie et le Monténégro ont maintenu une union des Slaves du Sud en tant que République fédérale de Yougoslavie à partir d'avril 1992 à février 2003, puis renommé le pays selon les noms individuels des républiques fédérées. Le nombre de personnes se déclarant yougoslaves dans la région atteint alors son plus bas niveau de tous les temps. Le dernier recensement de la Serbie comtpait environ 80 000 personnes se disant yougoslaves, mais à cette époque le pays était encore connu en tant que tel. L'ancienne langue principale du pays, le serbo-croate, n'est plus la langue officielle d'aucun ancien état de la république. Peu de ressources sont publiées à propos de la langue, et il n'a pas d'organisme à activité normative. Le nom de domaine internet .yu , qui fut populaire auprès des sites web yougo-nostalgiques, a été supprimé en 2010.
La yougo-nostalgie a connu un retour en force dans les ex-républiques yougoslaves. En Voïvodine (province nord de la Serbie), un homme a mis en place Yougoland, un lieu consacré à Tito et à la Yougoslavie,. Les citoyens de l'ex-Yougoslavie ont depuis parcouru de grandes distances pour s'y rendre et célébrer la vie de Tito et la Yougoslavie en tant que pays.

## Réunification yougoslave
La réunification yougoslave se réfère à une idée de la réunification des six anciennes républiques yougoslaves – la Croatie, la Serbie, la Slovénie, la Bosnie-et-Herzégovine, le Monténégro et la Macédoine. Ce processus a toujours rencontré de nombreuses difficultés dues à une tension permanente entre les pays, qui sont devenus très différents après plus de deux décennies de séparation.

## La yougo-nostalgie dans la culture contemporaine
Ces programmes sont pan-régionaux et comprennent la participation d'un minimum de trois ex-républiques yougoslaves et pas d'États à l'extérieur du territoire.

### Télé-réalité
Émissions à célébrités
- Veliki brat (Big Brother)
  - fusion avec les participations croates existantes et arrangements à partir de Veliki brat 2011
- Farma (La Ferme)

Concours de chant
- Zvezde Granda
- X Factor Adria, octobre 2013–présent, (SR, BH, HR, MK, CG)
- Operacija trijumf, 2008-09, (SR, BH, HR, MK, CG)
- Idole, 2003-05, (SR, CG, MK)

### Série TV
- Kursadžije, comédie
- L'Odeur de la Pluie dans les Balkans, drame

### Productions amateurs
- Films d’auteur, créations artistiques novatrices :https://vimeo.com/293837699